# Skogssjön (Borgstena socken, Västergötland)
Skogssjön är en sjö i Borås kommun i Västergötland och ingår i Göta älvs huvudavrinningsområde. Den 10 kilometer långa vandringsleden Fjällastigen passerar sjön.

## Galleri

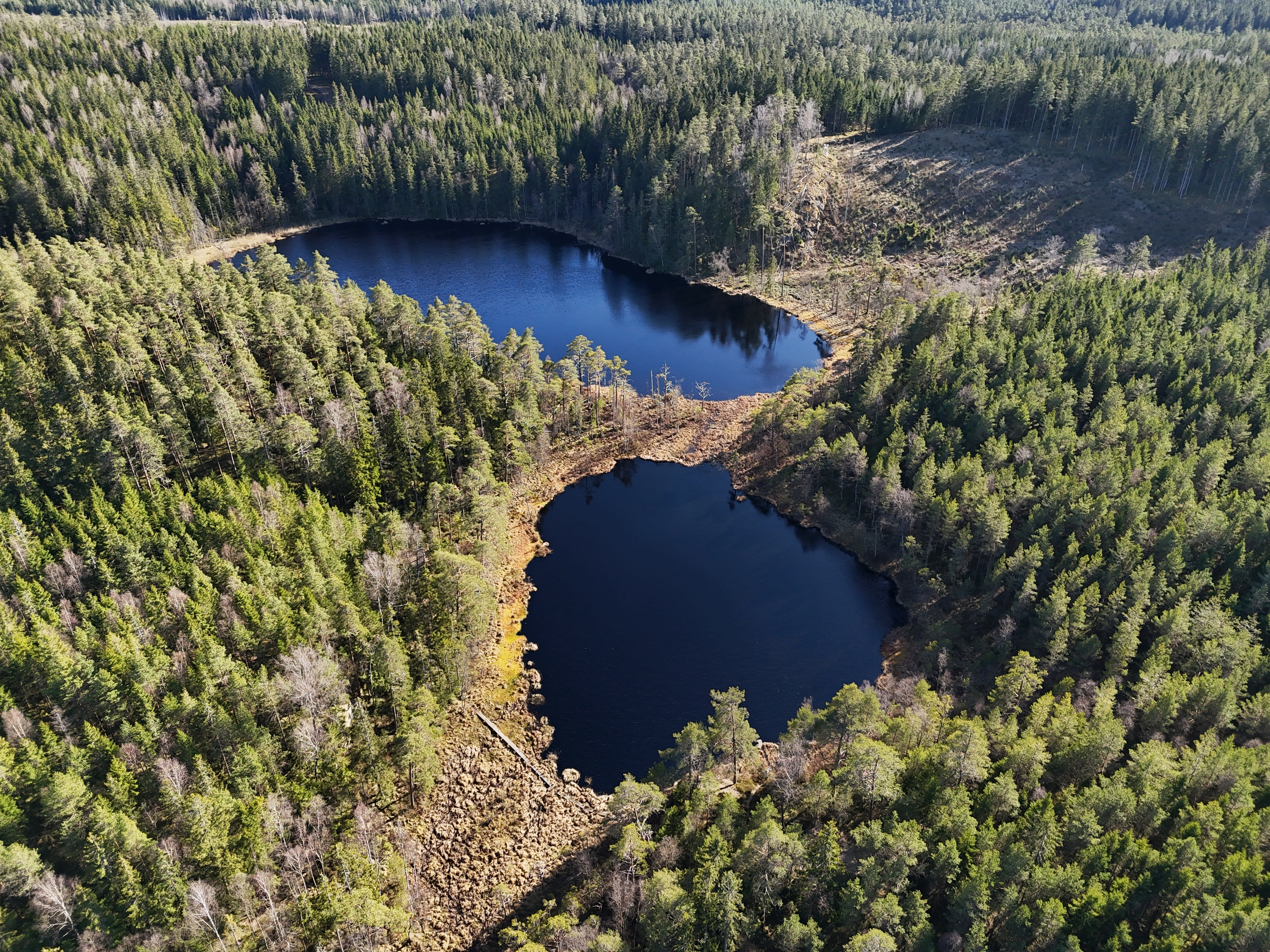
I förgrunden den mindre sjön Mellansjö och längre in i bild Skogssjön.